# Gstatterstein
Gstatterstein är ett berg i Österrike.   Det ligger i distriktet Liezen och förbundslandet Steiermark, i den östra delen av landet, 140 km sydväst om huvudstaden Wien. Toppen på Gstatterstein är 1 073 meter över havet. Gstatterstein ingår i Ennstaler Alpen.
Terrängen runt Gstatterstein är bergig åt sydväst, men åt nordost är den kuperad. Närmaste större samhälle är Eisenerz, 17,8 km öster om Gstatterstein. 
I omgivningarna runt Gstatterstein växer i huvudsak blandskog. Runt Gstatterstein är det ganska tätbefolkat, med 60 invånare per kvadratkilometer.